# Bairro São Pelegrino

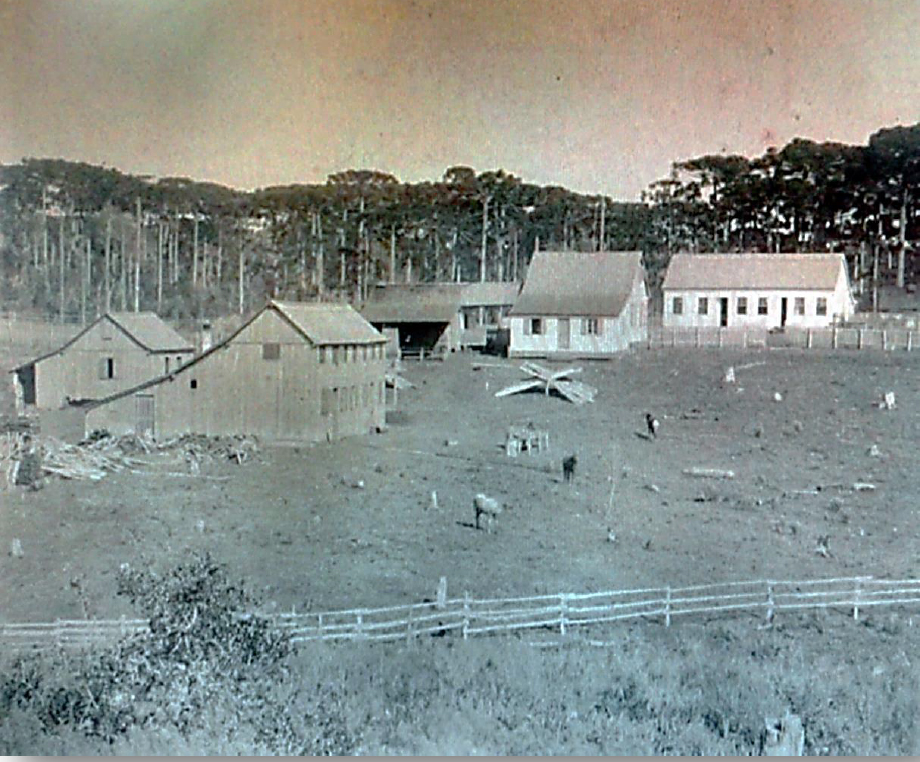
Primeiras casas do bairro São Pelegrino em torno de 1890. A casa branca da extrema direita, com duas portas e seis janelas, é a casa de João e Maria von Schlabendorff, sendo a outra, do lado de cá da Estrada Rio Branco, de Rafael e Amália Buratto. Os pavilhões em primeiro plano à esquerda são a cervejaria de Rafael.

O Bairro São Pelegrino é um bairro histórico e um dos mais antigos da cidade brasileira de Caxias do Sul. Suas origens remontam aos primórdios da cidade, quando em 1882 naquela região se estabeleceu o barão João Daniel von Schlabendorff com a esposa Maria Sartori. Pouco depois a irmã de Maria, Amália Sartori, com o marido Rafael Buratto, fundaram nessas terras uma capela dedicada a São Pelegrino, de onde o lugar tomou seu nome. No início do século XX o então chamado Arraial de São Pelegrino recebeu a estação ferroviária e o hotel-restaurante de João Paternoster, passando a atrair grande público e se tornando um ponto de recreio e devoção para a população local. A antiga chácara do barão Schlabendorff foi sendo com o tempo parcelada e urbanizada, transformando-se profundamente e tornando-se o "segundo centro" de Caxias, com uma grande população e densa rede de serviços. Com uma história que se confunde com a da cidade, o Bairro São Pelegrino guarda importantes marcos arquitetônicos e muitas tradições.

## História

### Fundação

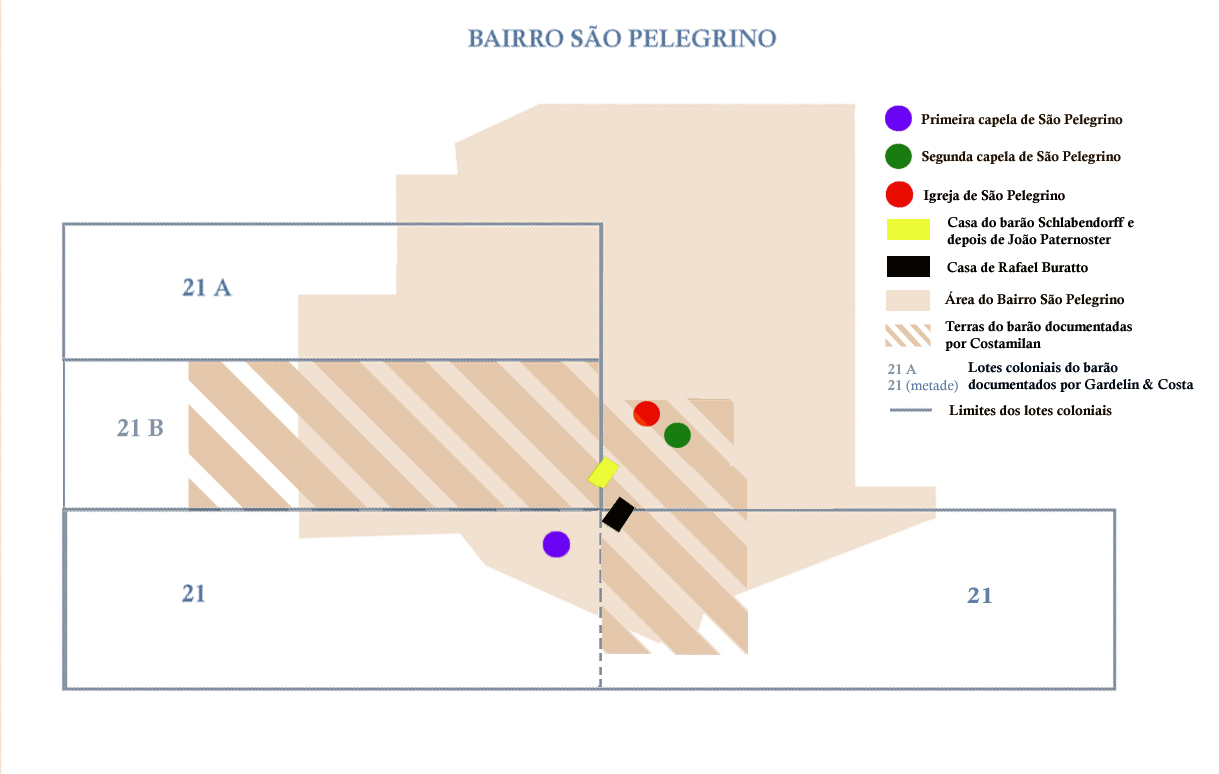
Gráfico do Bairro São Pelegrino, sobrepondo os limites dos primitivos lotes coloniais do barão Schlabendorff e a área atual do bairro. Na área hachurada, terras adicionais do barão documentadas por Costamilan.

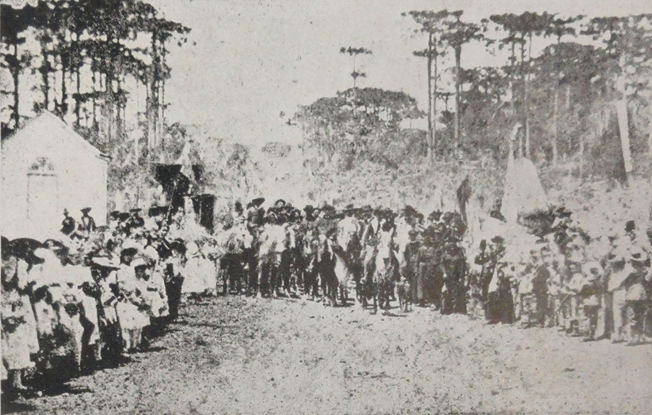
A primitiva capela de São Pelegrino, no canto à esquerda. A foto retrata a recepção de dom Diogo Laranjeira oferecida em 24 de abril de 1898 pelos comitês da Federação Católica, os alunos da professora Maria Traslatti e a família Sartori-Buratto, com a participação da Banda Ítalo-Brasileira.

Caxias do Sul foi fundada em 1875 como uma colônia de imigrantes europeus, principalmente italianos. No início a sede colonial ficava em Nova Milano, mas em 1876 foi transferida para o Campo dos Bugres, a cerca de 20 km a leste. O acesso ao local era precário, não havia estradas, mas em 1877 começou a ser melhorada uma picada que conduziria à entrada oeste da nova cidade, que foi chamada Estrada Rio Branco. Esta estrada adquiriu logo importância estratégica, sendo por ela que se faria a ligação com o entreposto comercial de São Sebastião do Caí.
Em 15 de março de 1882 chegou à colônia o barão João Daniel von Schlabendorff, comprando terras na entrada da cidade, situadas na época no Travessão Santa Teresa da V Légua, que eram cortadas pela Estrada Rio Branco. Gardelin & Costa, em seu levantamento dos locais de fixação dos primeiros colonos, referem que essas terras eram formadas por metade do lote 21 e o lote 21 A, que juntos totalizavam 350 mil m2. Contudo, segundo Frantz, no que diz respeito ao barão esse levantamento é incompleto, já que de acordo com os mapas oficiais das Léguas e lotes primitivos a sua casa se localizava fora dos dois lotes citados, no de número 21 B, que Gardelin & Costa dizem ter pertencido a Nicolau Amoretti, e disse Costamilan que suas terras chegavam aos fundos do Parque do Cinquentenário, igualmente dentro do lote 21 B. Assim parece certo que em algum momento o barão adquiriu também este terceiro lote, ou pelo menos parte dele, mais parte da outra metade do lote 21, que em 1877 era de Giovanni Piva, e alguns terrenos urbanos adjacentes em direção ao centro, herdados por João Paternoster e Amália Sartori Buratto e mais tarde cedidos para a construção da atual Igreja de São Pelegrino, terrenos que ficam fora de todos os lotes coloniais sobrecitados.
Seja como for, o barão instalou-se à beira da estrada em uma casa simples com sua irmã Alexandrina e abriu um curtume e uma selaria nas proximidades, aproveitando o intenso movimento de colonos, comerciantes e tropeiros com seus cavalos e mulas. O primeiro nome do local foi Morro da Baronesa, devido à presença de Alexandrina. Com eles efetivamente iniciou o povoamento da área, que então era suburbana e ficava a cerca de dois quilômetros do centro, organizado em torno da Praça Dante Alighieri.
Pouco depois o barão casou-se com Maria Sartori, filha de Salvador Sartori, destacado comerciante e político, e levou-a para morar em sua casa, mas a esposa tinha sua família e amigos no centro e ressentia-se da solidão, sendo ponto afastado e de difícil acesso naqueles tempos de caminhos precários. Para remediar esta situação, o barão cedeu à sua cunhada Amália Sartori, casada com o tanoeiro Rafael Buratto, um pedaço de terra junto de sua casa para que o casal erguesse a sua e lhes fizesse companhia. Ao mesmo tempo, o barão ajudou Rafael a montar uma cervejaria nos fundos. Segundo Costamilan, em 24 de outubro de 1890, numa das visitas que a família de Maria e Amália fazia às filhas, Salvador presenteou Rafael, que fazia aniversário, com uma imagem de São Pelegrino que haviam trazido da Itália. Para honrar o santo, o casal Buratto levantou um oratório de madeira, inaugurado em 2 de agosto de 1891, logo substituído por uma capela, inaugurada com missa em 19 de abril de 1893, dando início a uma devoção que cresceria muito nos anos à frente e atrairia para lá grandes romarias e procissões.

### Formação do arraial

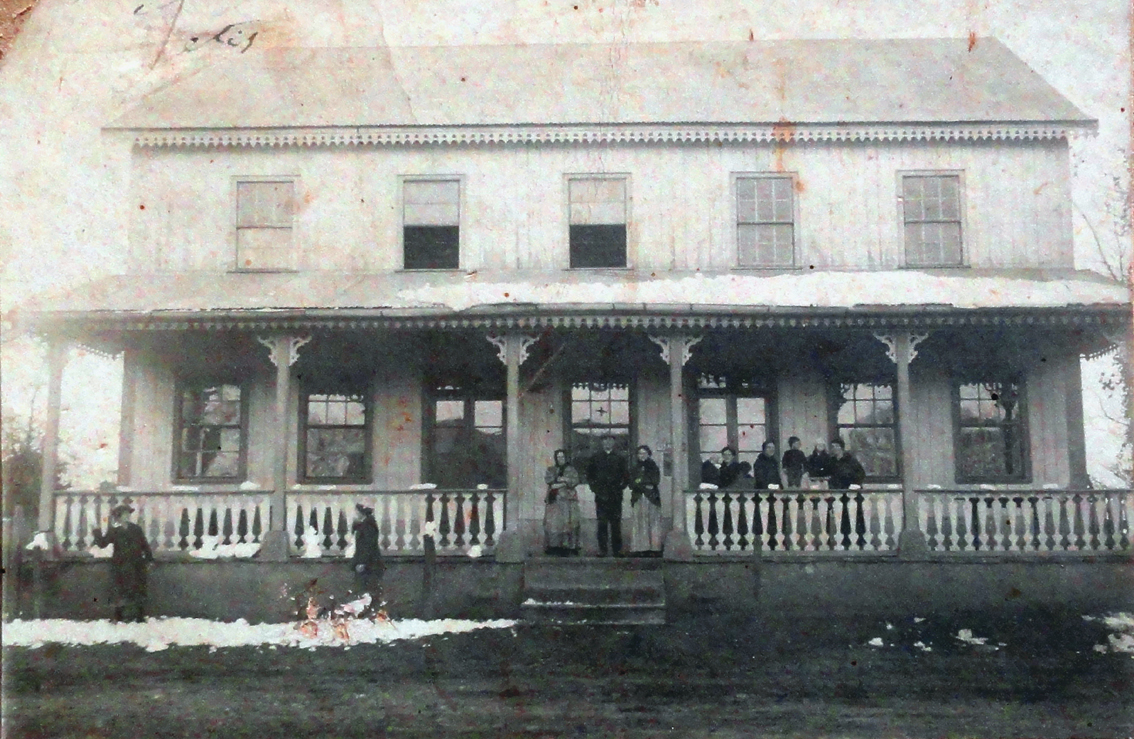
Um dos blocos do Hotel Paternoster em 1918, depois de uma nevasca.

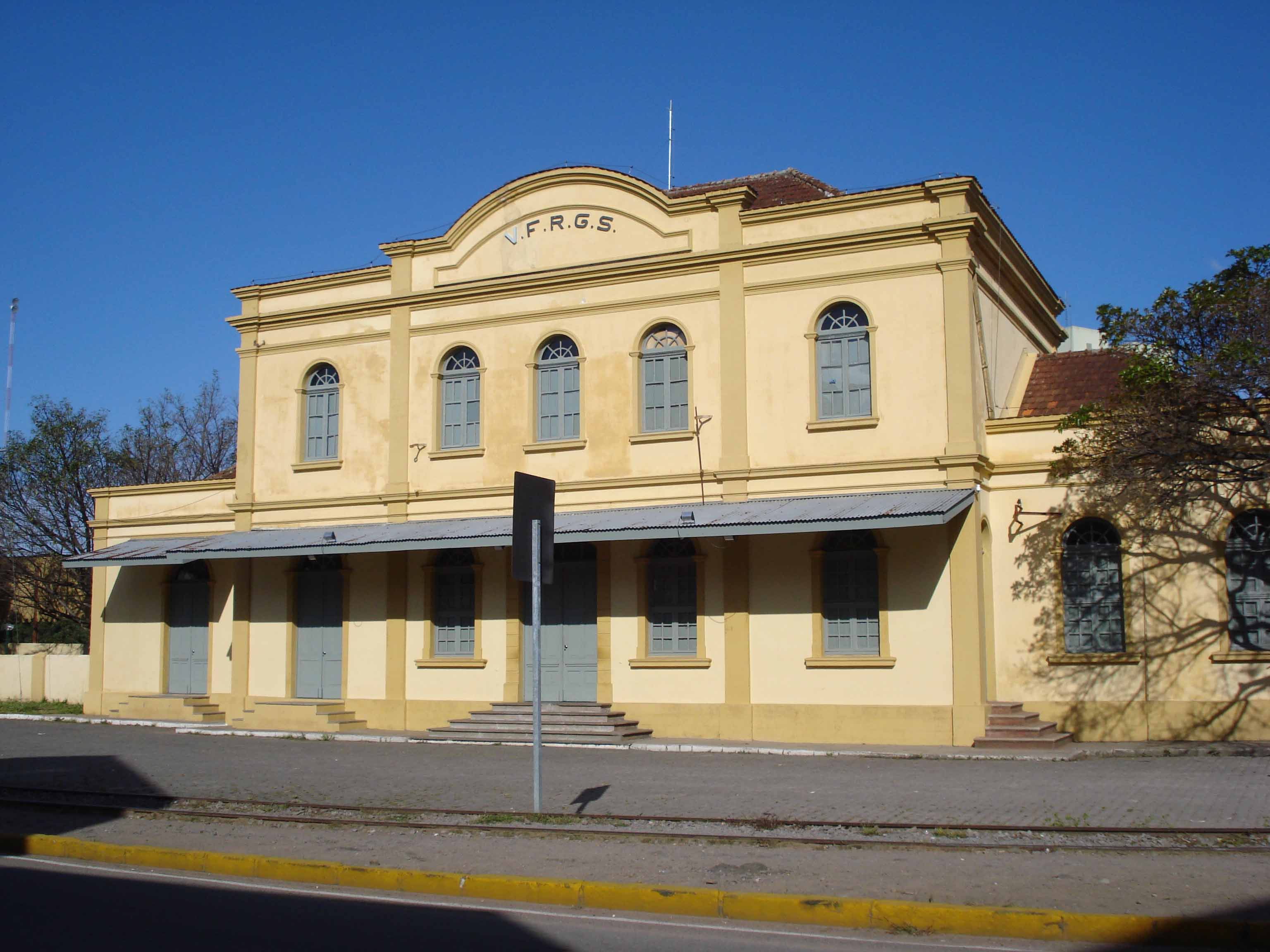
Antiga Estação Férrea.

No fim do século XIX Maria Sartori já enviuvara e havia casado novamente com João Paternoster, permanecendo a morar na antiga casa. Através da esposa João herdou os bens do barão e começou a fazer melhorias no terreno, cercando-o e construindo canchas de bocha. A cervejaria de Rafael fazia sucesso, fornecia bebidas para o município e para os jogadores de futebol que vinham treinar nos gramados de sua chácara, e também fabricava doces. Ele também construiu canchas de bocha, e numa época em que não havia nada de diversão pública, o local começou a atrair a população de colonos da sede urbana, que fizeram da área um ponto de convívio e recreio. Nesta época João e Rafael começaram a vender lotes em suas terras para povoar o local, formando-se um arraial, e João transformou parte de sua casa em uma bodega, onde dava festas e servia fartos banquetes sob encomenda. O jornal O Brazil em 1909 deu uma visão do cenário: 
"Com extraordinária concorrência, efetuou-se na segunda-feira a tradicional Festa de São Pelegrino, no arraial de mesmo nome. Pela manhã, na igrejinha do bairro, foi rezada missa solene, perante grande concurso de fiéis. Durante o dia, em frente ao templo, fez-se ouvir uma banda de música e avultado foi, até ao crepúsculo, o número de cavalheiros e famílias da vila, que circularam pelo arraial, a pé e de carro. À noite, na residência do Sr. Rafael Buratto, e na do nosso amigo João Paternoster, realizaram-se animados bailes, que encerraram brilhantemente o programa da festa”.
Em 1910 o movimento pela área aumentou muito com a instalação da Estação Ferroviária nas proximidades, e em 1911 João Paternoster reformou sua casa transformando-a em um confortável hotel, que passou a ser o preferido pelos primeiros turistas e políticos em visita, continuando a tradição de servir banquetes e dar festas. Novamente a imprensa da época traz vívidas recordações daquele tempo: 
“Domingo último foi um dia festivo nesta cidade – bandas de música, espoucar de foguetes, e um desusado movimento na rua Júlio de Castilhos, tudo coadjuvado por um sol brilhante e um céu inteiramente azul, davam um aspecto alegre à nossa vida – era o Recreio Aliança que, num extenso préstito, encaminhava-se para o local escolhido para o pic-nic que nesse dia realizava, e a Sociedade de Carpinteiros São José, incorporada, que comemorando a data de sua fundação, realizava o seu tradicional banquete na residência do nosso amigo João Paternoster. Ao banquete dos carpinteiros estiveram presentes o sr. major Penna de Moraes, vice-intendente em exercício, dr. Stefano Paternó com sua exmª esposa, dr. Fontoura Trindade, juiz distrital, com suas gentilíssimas filha e sobrinha, srs. Paulo Rossato e Mario Pezzi, pela Cooperativa de Caxias, representantes do Clube Juvenil e da Sociedade Príncipe de Nápoles. Abrilhantou a festa a excelente Banda Independente, proficientemente dirigida pelo sr. João Bragagnolo, que executou belos trechos de música clássica. O dr. Paternô, que pronunciou um magistral discurso com sua habitual eloquência, foi muito aplaudido. O major Penna de Moraes, com a oratória que lhe é peculiar, agradeceu às frases do dr. Paternô e à Sociedade São José. [...] Terminou o seu eloquente discurso brindando o cooperativismo triunfante de Caxias. Os aplausos a esse brinde foram cobertos pelo som dos hinos ítalo-brasileiro, que fez prorromper entusiásticos vivas à Itália e ao Brasil. Foi um dia de música e de sol que encheu de expansão a alma popular".
Logo a região começava a se tornar verdadeiro bairro, e seu movimento já o qualificava como o "segundo centro" da cidade. Em 1925, no cinquentenário da imigração italiana no Rio Grande do Sul, foi criado o Parque do Cinquentenário. Em 1935 o Hotel Paternoster foi convertido na Escola José Pena de Moraes, e em 1938 a primitiva capela foi substituída por outra mais ampla, em localização próxima, em terreno cedido por Francisco Oliva. Por ali foram instalados também outros pontos de referência, como a Vinícola Mosele, a Sociedade Brasileira de Vinhos, o Moinho Germani, o Colégio São Carlos, o Colégio La Salle, o quartel do Exército e a Padaria Rio Branco.

### Um novo marco

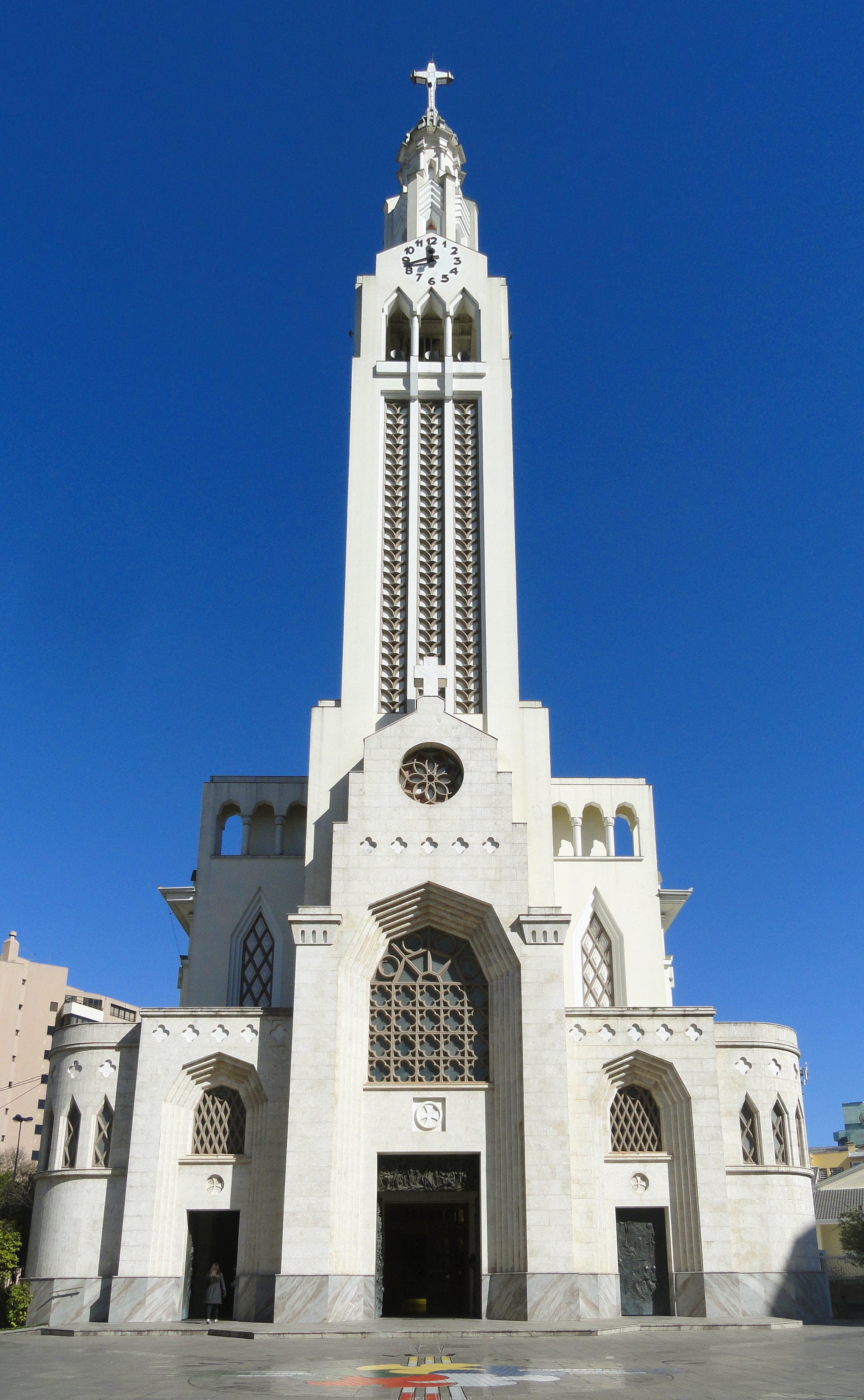
Igreja de São Pelegrino.

Em 27 de fevereiro de 1942 foi criada a paróquia e em 19 de março de 1944 foi lançada a pedra fundamental do edifício definitivo da Igreja de São Pelegrino em uma área composta de terrenos negociados e outros cedidos por Amália Sartori Buratto e João Paternoster. De características monumentais e um repositório de obras de arte, a igreja nova tornou-se imediatamente uma referência geográfica no bairro e na cidade, e também uma referência social, cultural e turística. A construção deste marco se deve à colaboração de toda a comunidade, mas teve entre seus principais beneméritos Amália Buratto, desde o início a grande promotora da devoção. Em sua casa ou nas antigas capelas reunia grupos de oração e obras pias, estava sempre na liderança da organização das grandes festividades anuais do padroeiro, e no período da construção da última igreja sua casa foi sede de uma comissão de senhoras e senhoritas que arrecadavam fundos com festas, rifas e outras atividades. Mas não viu a igreja pronta, falecendo dois anos depois do lançamento da pedra fundamental, evento que havia paraninfado. Seu obituário foi pródigo em elogios, dizendo que "há 50 anos vinha trabalhando para a futura criação da paróquia. Viu seu sonho realizado". Também merece nota a colaboração indispensável da comissão de fabriqueiros, onde destacaram-se Germano Pisani, Aparício Postali, Antônio Rossato, João Sperandio, Ângelo Corso, Carlos Casara e João Paternoster. A inauguração ocorreu em 2 de agosto de 1953 com grande solenidade.
Neste período de afirmação em grande estilo da principal tradição do bairro outra figura que ganhou relevo foi o padre Eugênio Giordani, o primeiro pároco de São Pelegrino, organizador das obras da igreja e até falecer um incansável dínamo na paróquia em múltiplos níveis, ativo como educador, doutrinador e mesmo político, sendo vereador em dois mandatos, além de deixar um valioso legado em obras assistencialistas. Conhecido pela rigidez dos seus princípios, pela sua defesa intransigente do catolicismo mais ortodoxo e pelo seu combate ferrenho ao comunismo, envolveu-se em inúmeras controvérsias e criou rico folclore. Ao escrever sobre o padre, Rodrigo Lopes disse que a história do bairro está tão impregnada de sua presença "que hoje é impossível falar nele e não associá-lo a Eugênio Ângelo Giordani, ou simplesmente padre Giordani".

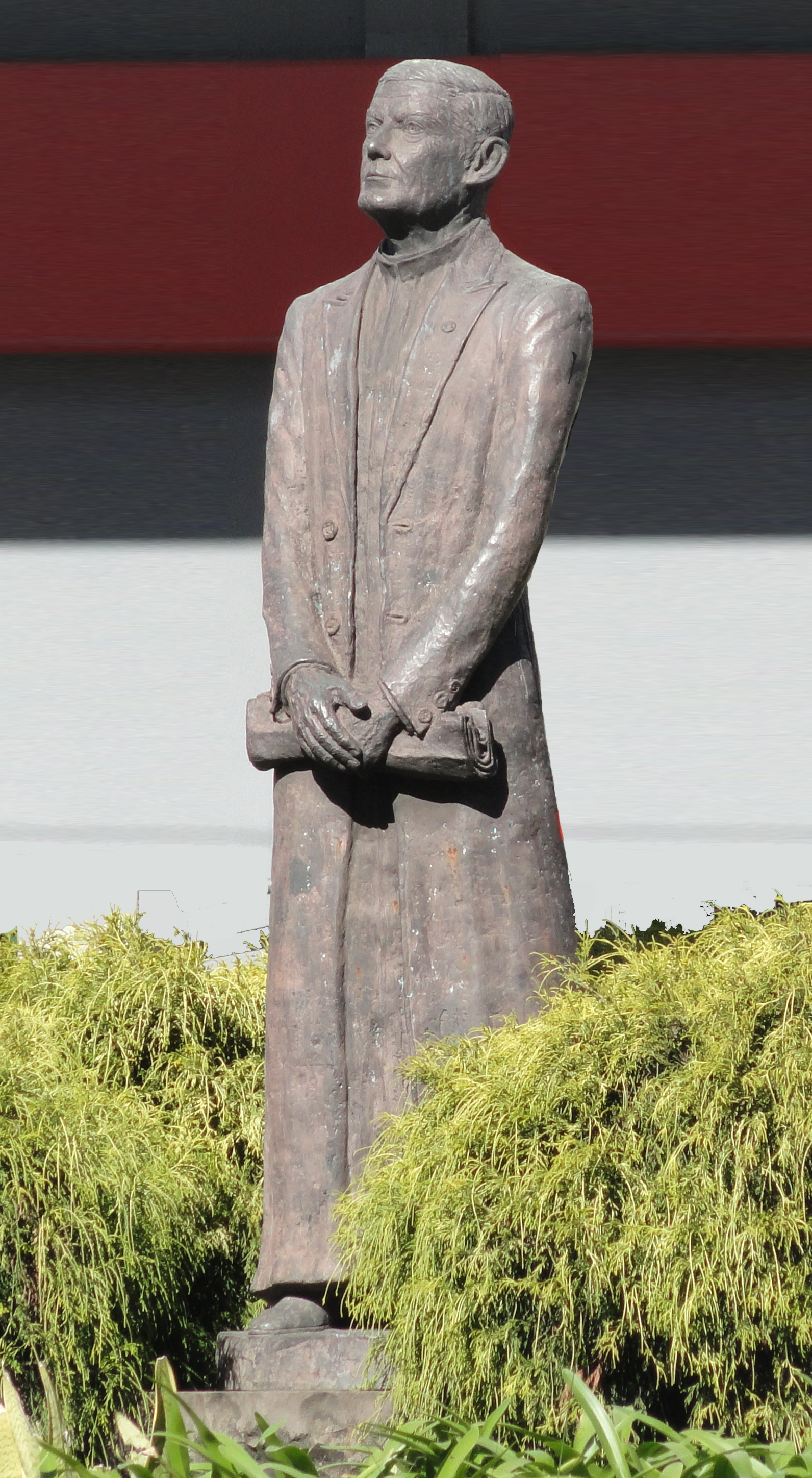
Monumento ao padre Giordani.

A Igreja de São Pelegrino foi sempre o principal ponto focal da atividade comunitária, e ainda é o principal marco arquitetônico do bairro, que em torno dela se consolidou. Um relato de Adélia Tronchini é significativo neste sentido: 
"As festividades em São Pelegrino atraíam um grande número de participantes, que também vinham ouvir os tangos de sucesso, interpretados pelo dentista sr. Carlos Rauber e filhos, junto ao sr. Frederico Guerra e filho Nilo, o professor Lino Casagrande, sr. Edi Martins, ao som do piano, violino e bandoneon. Além desta ‘Típica’, brilhou também o conjunto Guarani, formado por estudantes de música do Colégio São Carlos, entre elas Suely Nonnenmacher, Nancy Baldisserotto, Eda Tartarotti e Eni Mariani. Grupo semelhante foi o Marajoara, composto por alunas do Curso Comercial do mesmo Colégio, cujo regente era o maestro João de Deus Gama. Em termos musicais, destacamos o Coral da Igreja de São Pelegrino, que a partir de 1950 organizou-se sob a regência do maestro Pancrácio Scopel, substituído anos depois por Arnaldo Tondo, cujas performances emocionaram ouvintes da cidade e da região. Esta trajetória de uma nascente comunidade no entorno de seu pároco, um verdadeiro protagonista de uma história edificante e grandiosa, até hoje empolga quem participou dela e quer lembrá-la mais uma vez".
Com o tempo São Pelegrino foi perdendo frações de seu território original para a criação de outros bairros, como o Cinquentenário, Rio Branco e Medianeira. Também absorveu áreas bem apartadas dos antigos lotes coloniais do barão Schlabendorff. Até 1948 apenas quatro bairros tinham sido criados oficialmente: Santa Catarina, Medianeira, Rio Branco e São Pelegrino; hoje são 65. Também foram aparecendo casas comerciais e associações de grande tradição, como o Armazém Zatti, a Marmoraria Cia, o Bazar e Ferragem Andreazza, o Café União, a Relojoaria Fadanelli, o Armazém Vista Alegre, os restaurantes São Pelegrino, Avenida, Danúbio e a Churrascaria Imperador, bem como o consultório dentário de Aparício Postali, o Pombal Atlético Clube, a Cooperativa São Vítor e a Cooperativa Nova Aliança. Nas décadas de 1940 e 1950 feiras de produtos coloniais dinamizavam os sábados, em 1950 abriu o Cine Teatro Real, logo reunindo um público cativo, os colégios La Salle e São Carlos ganhavam reputação pela qualidade do ensino e ofereciam vários cursos técnicos para a população, atendiam alunos carentes e organizavam associações e eventos culturais. Na mesma época foi fundado o Pastifício Caxiense, uma das empresas mais tradicionais do bairro, e em 1958 foi inaugurado o Monumento à Itália na Praça João Pessoa. Outros monumentos foram instalados na região, como um obelisco e a escultura Faces do Mundo no Parque Cinquentenario; o busto do Comendador Kalil Sehbe, a Homenagem aos Pracinhas Brasileiros, a Homenagem ao Padre Eugênio Giordani e a Homenagem a Osmar Meletti, em vários pontos diferentes do bairro.

### Anos recentes

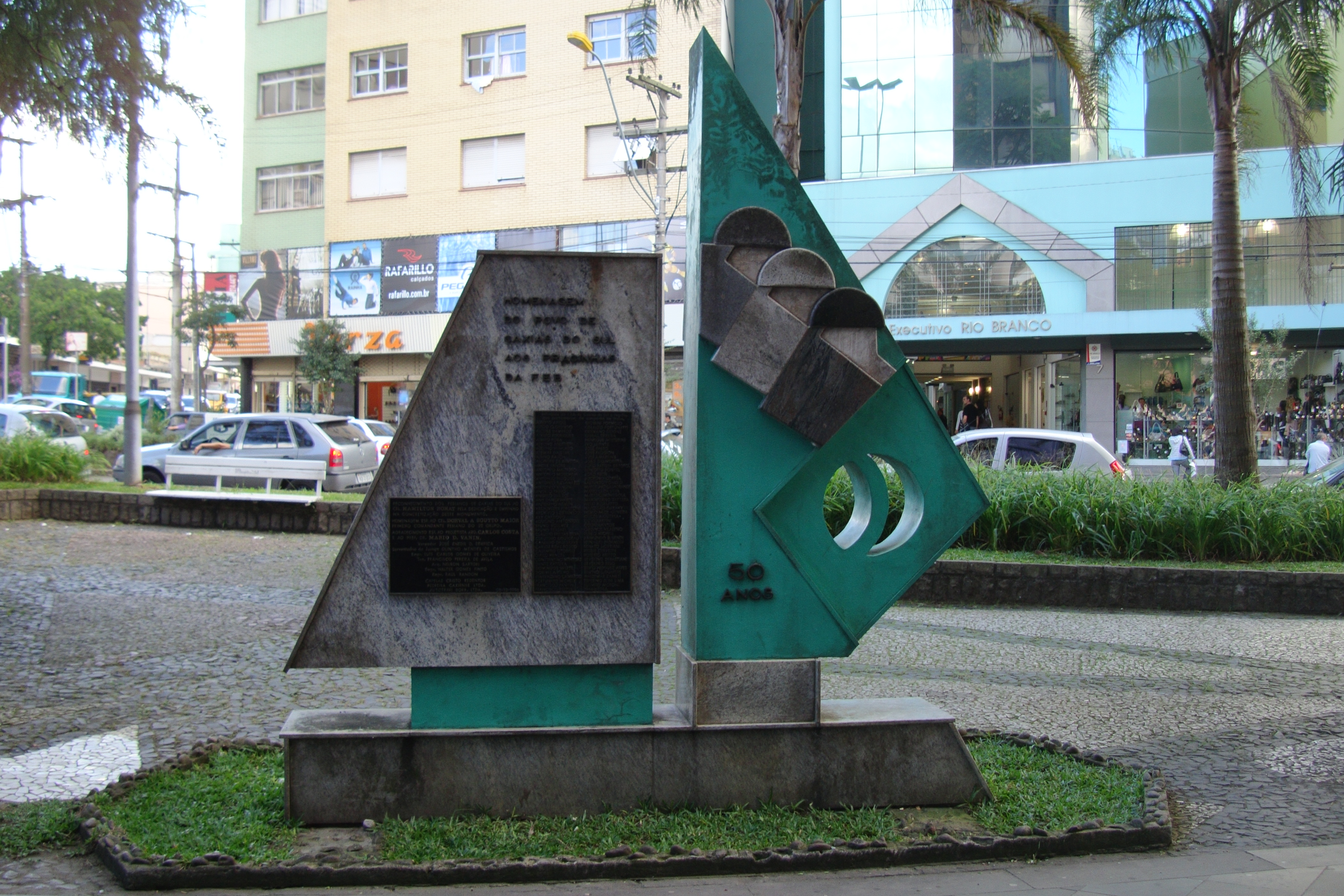
Monumento aos Pracinhas da FEB.

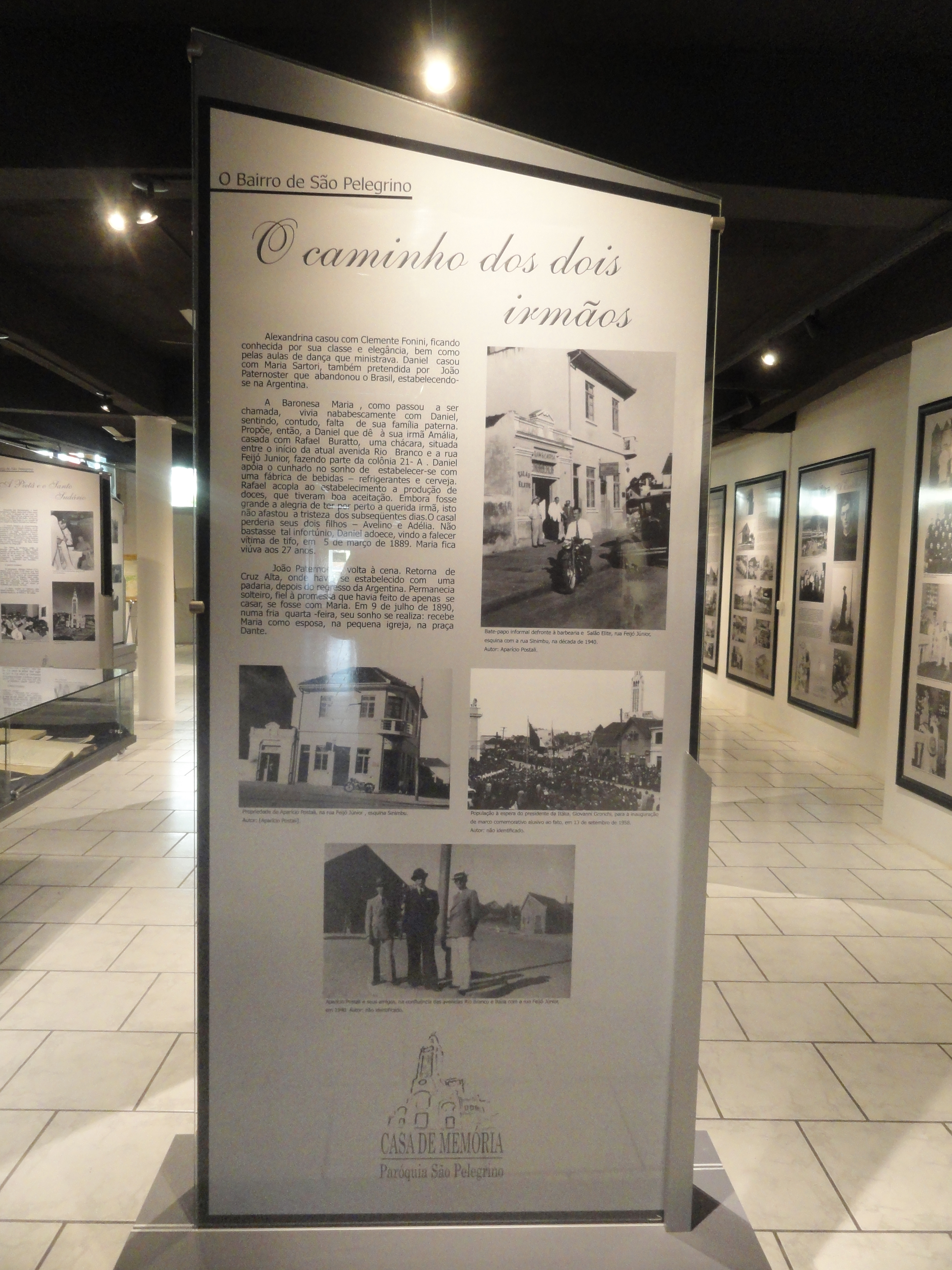
Paineis na Casa de Memória da Paróquia de São Pelegrino.

Da década de 1960 para cá sua população se multiplicou e seu perfil se verticalizou bastante. Apareceram um ativo núcleo do Lions Clube e depois um grande shopping center, a Praça da Bandeira e o Parque do Cinquentenário foram reorganizados, e a Estação Férrea agora é um centro cultural. O bairro tem um forte comércio varejista e uma sólida rede de serviços. É centro de um entroncamento viário que inclui a Avenida Itália, a Avenida Júlio de Castilhos, a Avenida Rio Branco (a antiga Estrada Rio Branco), a Rua Feijó Júnior e a Rua Sinimbu, por ali passam eixos do transporte coletivo urbano, e tornou-se local de convergência e difusão de pessoas para importantes espaços da cidade. Ao mesmo tempo, com o progresso acelerado começaram a ser notados problemas como engarrafamentos de trânsito e degradação de certas áreas, surgindo pontos de violência, vandalismo, prostituição e tráfico de drogas, mas a Prefeitura tem tentado reverter esse quadro implementado medidas de segurança e melhorias na infraestrutura.
A maciça maioria dos antigos edifícios desapareceu na onda do progresso, e muito da história material do bairro se perdeu, perdendo também o antigo perfil arborizado, aberto e familiar que na década de 1970 ainda era elogiado por João Spadari Adami. Em 2013 Marcos Kirst falou sobre o bairro:
"São Pelegrino, conhecido como o coração que deu origem à pujança de Caxias do Sul, vive um novo e intenso momento de transformação devido às características que moldam o bairro quase como uma minicidade dentro de Caxias do Sul, autossuficiente em serviços e constantemente atraindo uma população crescente, seja na condição de moradores quanto na de estabelecimentos comerciais e de serviços. A região responde hoje por cerca de 50 mil dos atuais 435 mil habitantes de Caxias do Sul, ou 11,5% da população. Por lá circulam, diariamente, mais de 80 mil pessoas ou em trânsito (cruzando por entre bairros) ou tendo pontos do bairro como destino final. É muita gente e são muitos veículos, o que vem gerando um trânsito cada vez mais problemático na região. A região hoje concentra atrativos de naturezas diversas, atraindo públicos também diversificados. [...] É um centro gastronômico, com bares e restaurantes diversificados e é também um centro educacional, com colégios tradicionais e oito faculdades instaladas em seu perímetro, além de cursos de línguas, informática e outras atividades".
Em 2003 a paróquia criou um museu, a Casa de Memória da Paróquia São Pelegrino, que guarda um acervo de livros, documentos manuscritos, obras raras, fotografias e objetos ligados à história do bairro e da paróquia. A memória do bairro permanece viva também pelo trabalho dos pesquisadores Ana Seerig, Charles Tonet e Tânia Tonet, com seu livro São Pelegrino: quem te viu, quem te vê (2015), e há uma rica bibliografia especificamente sobre a igreja. Roni Rigon e Rodrigo Lopes têm enfocado o bairro em numerosos artigos em sua coluna "Memória" no jornal Pioneiro. 